# En l'an 2000

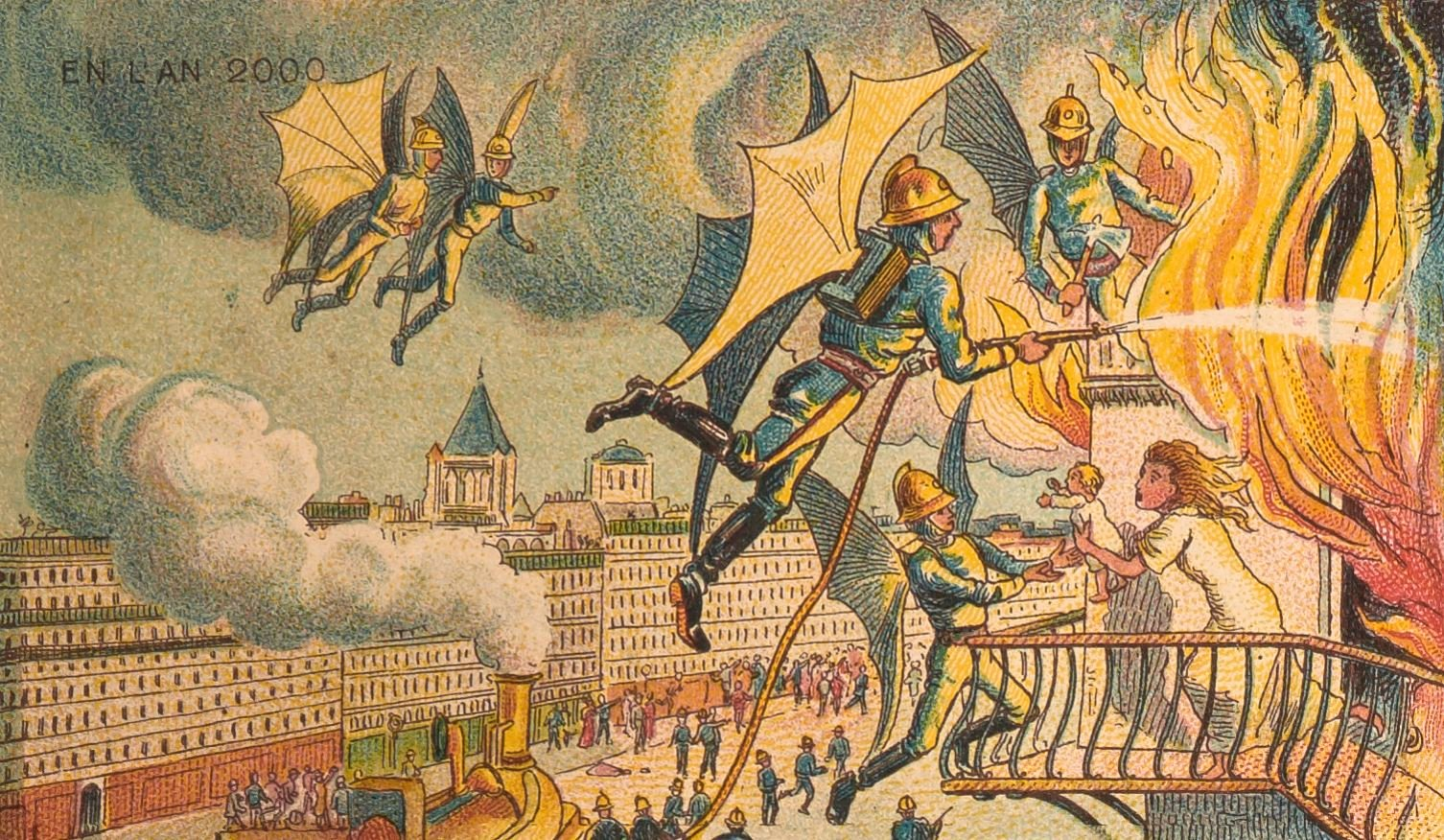
Pompiers volants de l'an 2000 imaginés en 1899.

En l'an 2000 est une série d'images illustrant les progrès scientifiques français de l'an 2000 imaginés en 1899.
Au moins 87 ont été produites par des artistes dont Jean-Marc Côté. Elles furent imprimées en 1899, 1900, 1901 et 1910, d'abord sur le papier d'intérieur de boîte à cigares et plus tard comme des cartes postales, mais jamais distribuées.
L'écrivain Isaac Asimov, qui les mit en vedette dans ses travaux romanesques Jours du futur : une vision dix-neuvième siècle de l'an 2000 (Henry Holt & Company, 1986) possède un ensemble de ces cartes postales. On trouve également les images, entrées par dépôt légal au département des Estampes et de la Photographie de la BNF (sous la cote Qb-1 (1900)-fol.), qui les a numérisées.

## Référence
1. ↑  Rédaction du Monde.fr, « FUTUR - Il y a cent ans, l'homme avait (presque) tout vu juste » , sur lemonde.fr, 23 janvier 2012 (consulté le 31 août 2020).
2. ↑  publicdomainreview.org
3. ↑  https://commons.wikimedia.org/wiki/Category:France_in_XXI_Century_%28fiction%29
4. ↑  Gallica